# 乃马台
乃马台（13世纪—1328年），元朝大臣，又名乃蛮台、乃马歹，泰定帝时中书平章政事。
元仁宗遣礼部尚书乃马台等颁皇庆元年历于安南国。元英宗至治三年（1323年）泰定帝即位，泰定元年（1324年）正月，中书右丞乃马台为平章政事，善僧由中书左丞升任中书右丞。泰定二年（1325年），镇南王脱不花去世，乃马台受命摄镇其地。致和元年（1328年）七月，泰定帝在上都驾崩，倒剌沙在上都拥立泰定帝的儿子阿速吉八为元天顺帝，佥枢密院事燕帖木儿在大都拥立怀王图帖睦尔即元文宗。乃马台和诸王失剌、詹事钦察等人率军攻打大都，被脱脱木儿战败，擒送到京城处死。